# Reformierte Kirche (Lübeck)

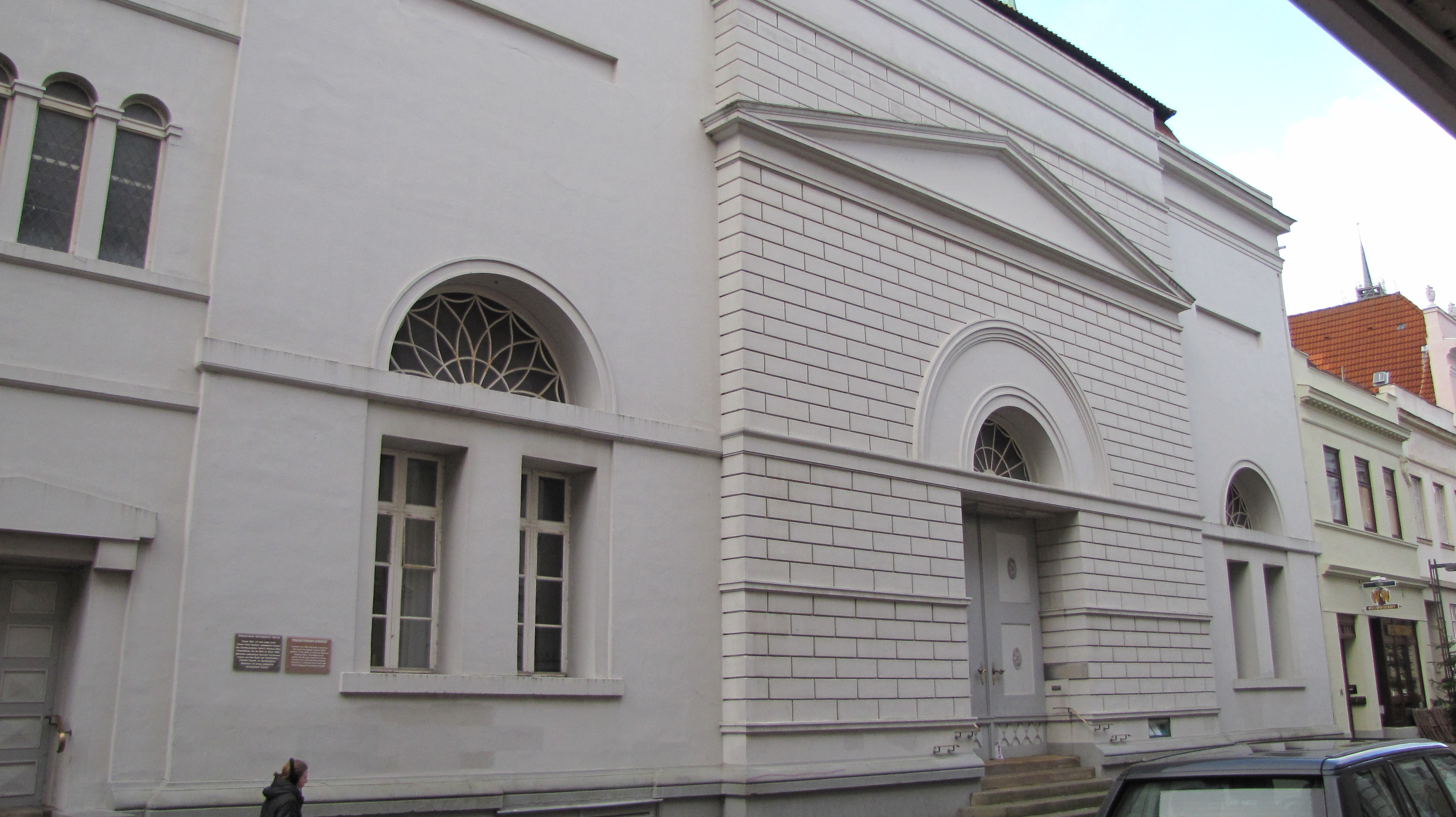
Außenansicht der Reformierten Kirche

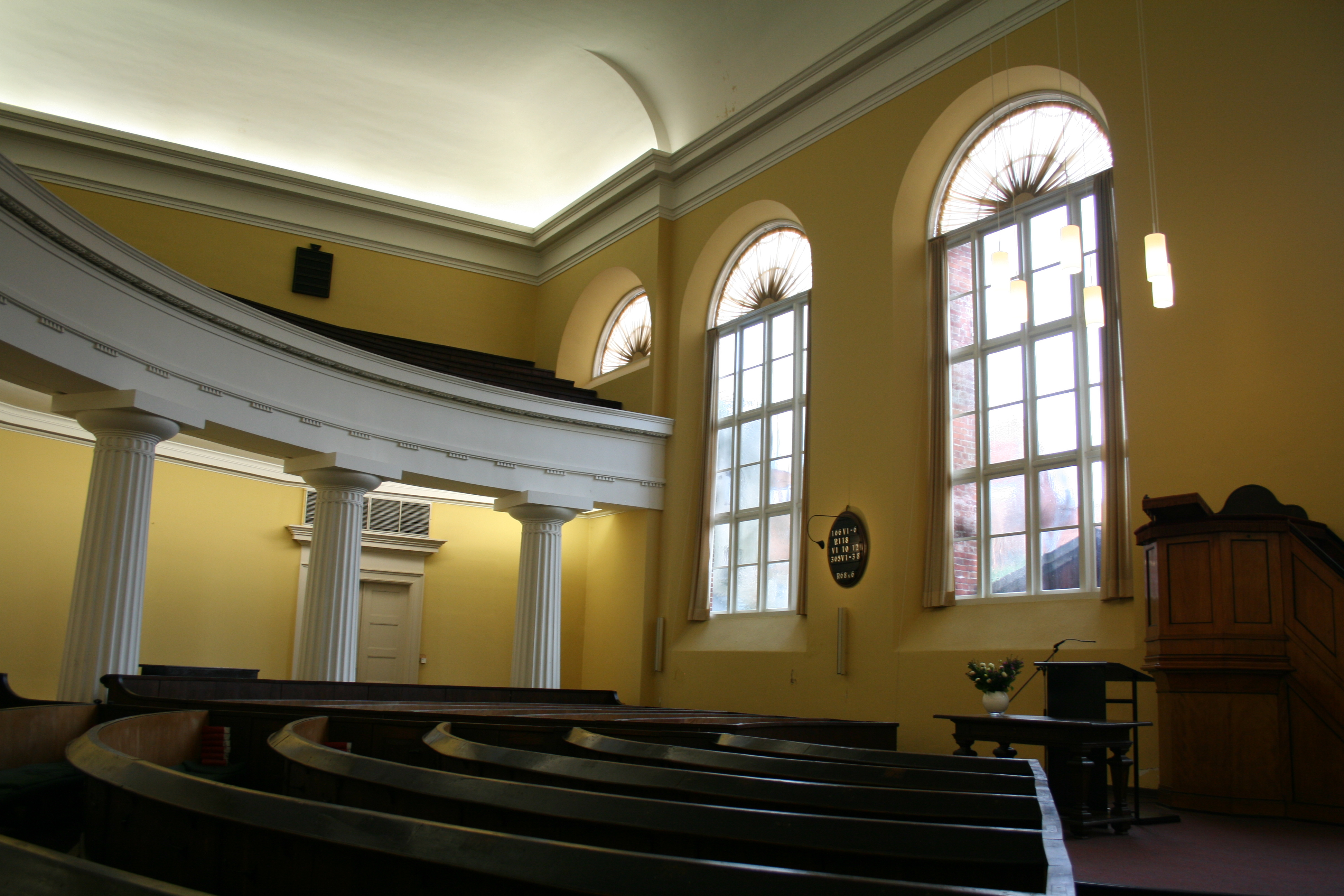
Innenraum der Reformierten Kirche

Die Reformierte Kirche in Lübeck wurde Anfang des 19. Jahrhunderts im Stil des Klassizismus errichtet, 1826 erstmals in Nutzung genommen und ist der erste nachgotische Sakralbau im Weltkulturerbe der Lübecker Altstadt.

## Vorgeschichte der Reformierten Kirchengemeinde Lübecks
Die Vorgeschichte der Reformierten Kirche in Lübeck geht auf das Jahr 1553 zurück. Etwa 200 Mitglieder der Londoner Fremdlingsgemeinde des Reformators Johannes a Lasco, die zunächst unter in König Eduard VI. von England dort aufgenommen worden waren, mussten vor der katholischen Königin Maria I. fliehen und erreichten nach Abweisung in Kopenhagen im Herbst selbigen Jahres Travemünde. Der Lübecker Superintendent Valentin Curtius als ratsunmittelbarer, höchster Vertreter der Kirchenpolitik der Freien Stadt war von den Neuankömmlingen und ihrer Variante des evangelischen Glaubens nicht sehr angetan. Die Flüchtlinge blieben zunächst außerhalb der Mauern der Hansestadt, aufgenommen wurden sie schließlich in den Städten am Rhein.
Die eigentliche Begründung der Gemeinde erfolgte durch niederländische Kaufleute, ausgelöst durch einen Handelsvertrag, den Lübeck unter seinem Bürgermeister Heinrich Brokes 1613 mit den Holländischen Generalstaaten abschloss. Das Geistliche Ministerium konnte sich in diesem Fall nicht gegen die erklärten Handelsinteressen der Stadt stellen. Die Anerkennung der Reformierten erfolgte, wenn auch nur mündlich, durch die Bürgermeister v. Höveln und v. Wickede im Jahr 1666. Noch im gleichen Jahr wurde am 26. August in dem Hause eines Gemeindemitglieds am Klingenberg der erste öffentliche reformierte Gottesdienst in Lübeck von dem ersten Pastor der Gemeinde, Wilhelm Momma, gefeiert. Gleichwohl war die Frühzeit der Gemeinde von Widerständen seitens des Rates der Stadt und des Geistlichen Ministeriums geprägt. Gottesdienste wurden im Sommerhaus des Ratsherrn Heinrich Kerkring vor dem Holstentor gehalten. Ein erstes Kirchengebäude konnte nur außerhalb der Stadtmauern und der Wallanlagen in St. Lorenz erworben werden, aber auch dort wurden Veranstaltungen der Gemeinde immer wieder durch Ratsdiener gesprengt. Fürsprache durch Hedwig Sophie, der Landgräfin von Hessen-Kassel oder der Druck ihres Bruders, des Großen Kurfürsten in Brandenburg bewirkten wenig. 1673 wurden reformierte Gottesdienste in Lübeck erneut verboten. Pastor Momma verließ die Stadt, und die fortbestehende Gemeinde musste längere Zeit ohne Pastor auskommen. Veränderung bewirkte die Aufhebung des Edikt von Nantes und die beginnende Verfolgung der Hugenotten in Frankreich, denen in Lübeck die reformierte Religionsausübung gestattet wurde, so dass eine niederländisch und eine französisch geprägte Gemeinde zunächst nebeneinander bestanden, bevor sie sich dann 1781 vereinigten. 1736 konnte ein Gebäude außerhalb des Walles der Stadt für Gottesdienste erworben werden, wo sie bis zur Einweihung der neuen Kirche 1826 in St. Lorenz, also vor dem Holstentor, stattfanden. Der Pastor Otto Friedrich Butendach trat 1762 von Berlin kommend, wo er sieben Jahre Inspektor am Joachimsthaler Gymnasium war, seinen Dienst als Pastor der Gemeinde an. Er gehörte zu den frühen aktiven Mitgliedern der aufklärerischen Gesellschaft zur Beförderung gemeinnütziger Tätigkeit und legte den Grundstein zur Verbindung der Gemeinde mit dem aufgeklärten Lübecker Bürgertum der Zeit. Seine der Reformierten Kirche vermachte Bibliothek, die nach ihm benannte Butendach-Bibliothek, erinnert noch heute an ihn.

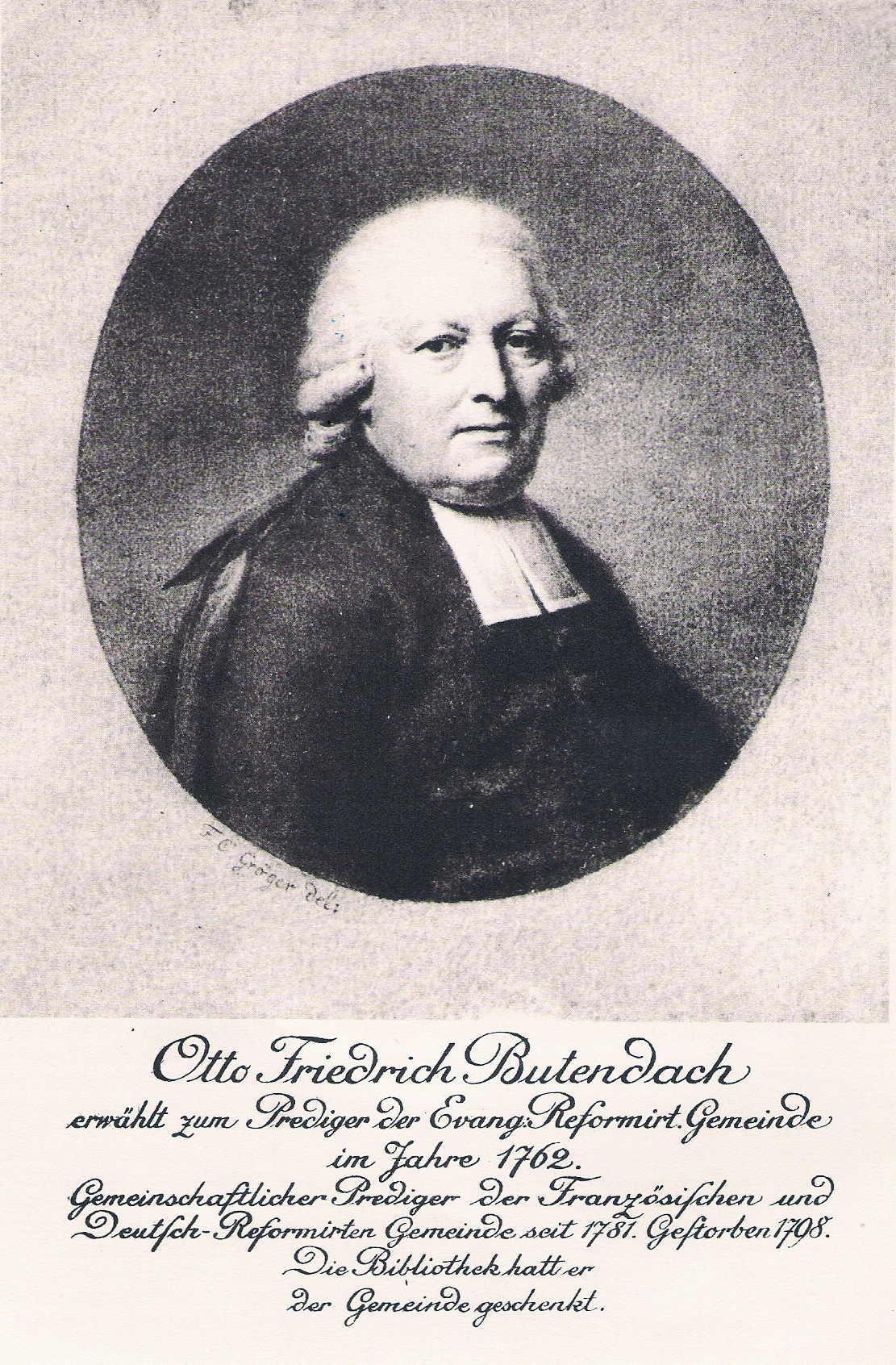
Pastor Butendach
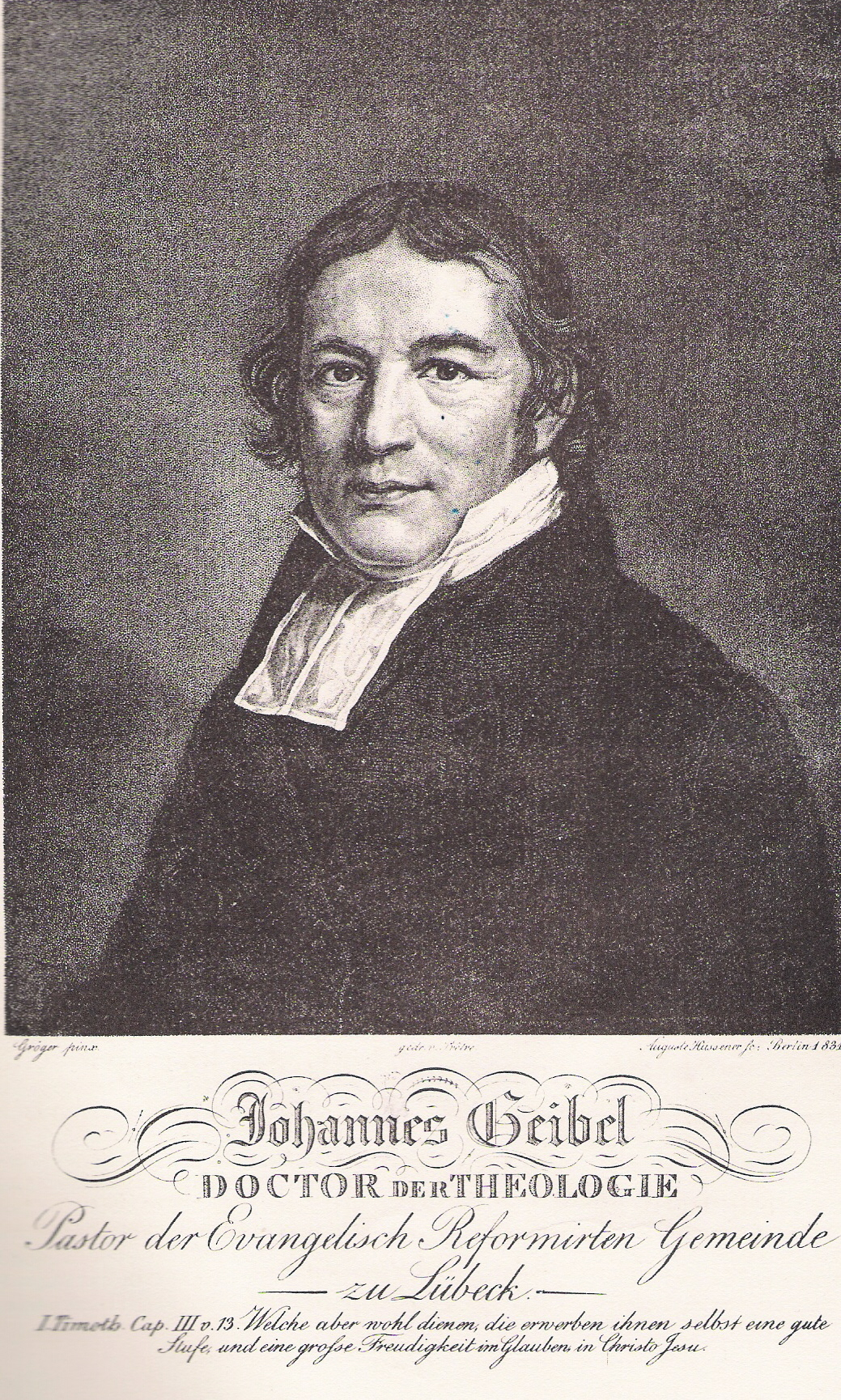
Pastor Geibel

## Bau der heutigen Reformierten Kirche

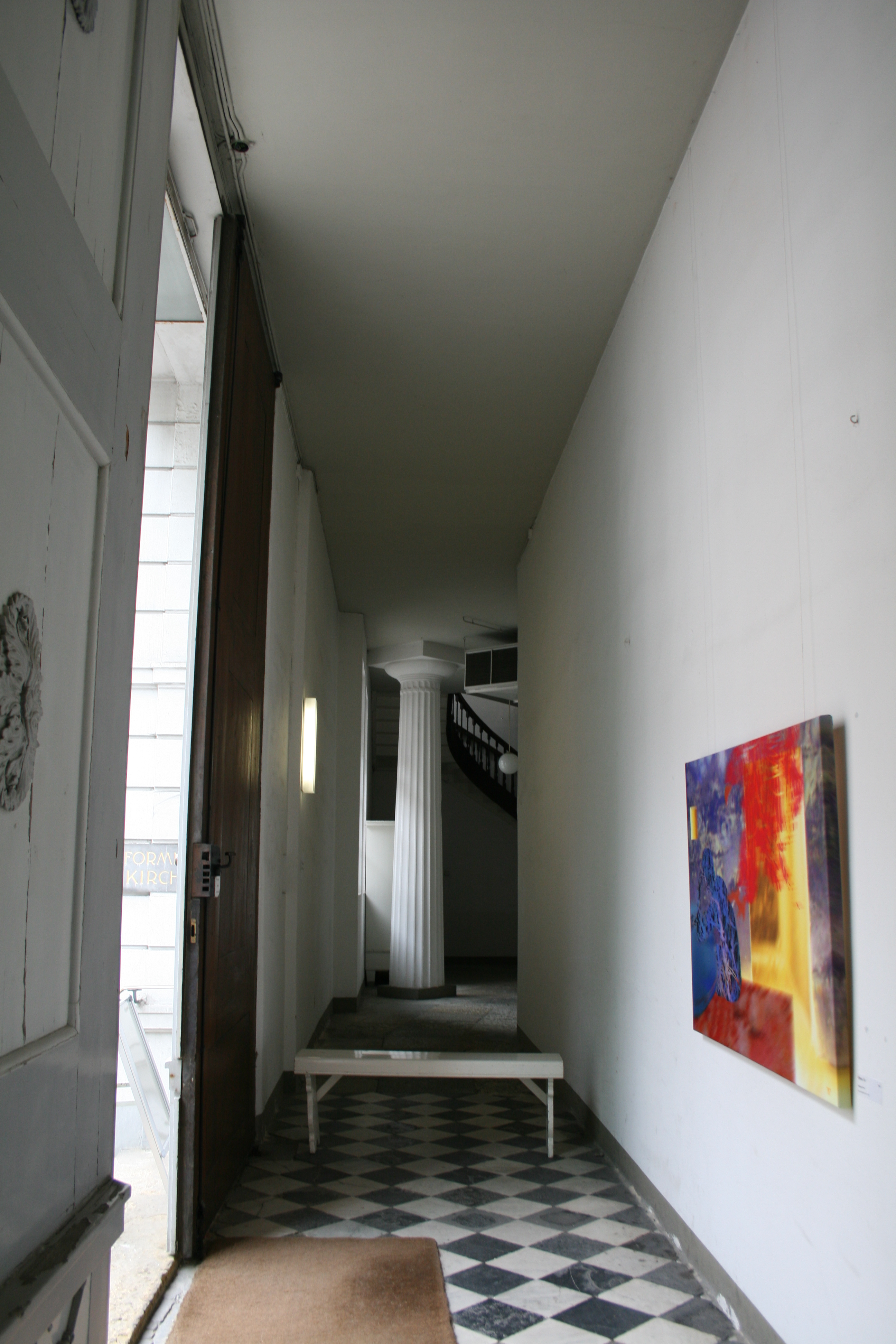
Eingangsbereich

Butendachs Nachfolger ab 1798, der Prediger Johannes Geibel, nutzte den Zeitgeist der Aufklärung und die für Lübeck revolutionäre Liberalität der Franzosenzeit, um den Bau eines Gotteshauses in der Lübecker Innenstadt vorzubereiten. Formale Voraussetzung war die wirkliche Anerkennung der Gemeinde, zunächst durch die Einführung des französischen Rechts 1811 und sodann durch die Deutsche Bundesakte, 1815. Im gleichen Jahr wurde mit dem Kaufmann Röttger Ganslandt das erste Mitglied der Gemeinde in den Lübecker Rat gewählt. Das Angebot, eine der mittelalterlichen Nebenkirchen der Stadt wie die Klosterkirche St. Katharinen in Benutzung zu nehmen, kam nicht in Frage, da diese von der Raumaufteilung dem Wunsch nach einer Predigtkirche nicht entsprachen. 
Das heutige Grundstück in der Königstraße 18 überspannt drei Parzellen der mittelalterlichen Stadt, die an den erhaltenen Kellern aus der Zeit der Gotik noch ablesbar sind, und ist also außergewöhnlich breit im alten Lübecker Maßstab. Die rigide klassizistische Fassade ist denn auch die wuchtigste ihrer Art in der Stadt und sticht als einziges Beispiel ansatzweiser Revolutionsarchitektur im backsteingotisch bis biedermeierlichen Umfeld heraus. Eigentlich handelt es sich um ein dahinterstehendes Palais des Barock, das vom Stadtbaumeister Börm mit dieser Fassade verblendet wurde. Der politisch lang vorbereitete Umbau eines Innenstadtgebäudes in den Jahren 1824 bis 1826 führte zum ersten Lübecker Kirchenbau in nachgotischer Zeit. Er ist bis heute insoweit unübertroffen, als der Neubau der katholischen Propsteikirche an der Parade in der Nähe des Lübecker Doms sich mit der neugotischen Formsprache wieder dem Überkommenen stark annäherte.
Von der barocken Bebauung ist im Garten ein Seitenflügel im Stil des Rokoko erhalten. 1870 konnte rückwärtig an der Breiten Straße ein für die Gemeinde neues Pfarrhaus mit dem Kirchengrundstück verbunden werden.

## Nutzung
Die hinter der klassizistischen Fassade eingebaute schlichte Saalkirche wurde schnell über die gottesdienstliche Nutzung hinaus ein beliebter Versammlungsraum in Lübeck. 1847 fand hier unter Leitung von Jakob Grimm der zweite deutsche Germanistentag statt, und die Rolle der Kirche in der Märzrevolution 1848 fand über Thomas Manns Buddenbrooks Eingang in die Weltliteratur.
In der Zeit des Nationalsozialismus wurden Pastoren der Bekennenden Kirche innerhalb der Evangelisch-Lutherischen Kirche im Lübeckischen Staate am 1. Januar 1937 aus dem Staatsgebiet Lübecks ausgewiesen oder unter Hausarrest gestellt. Angehörige ihrer Gemeinden, die in Opposition zu den Deutschen Christen standen, erhielten Unterstützung von der Gemeinde der Reformierten Kirche. Deren Pastor Otto A. Bode ermöglichte ihnen einen Bekenntnisgottesdienst, an dem  am 5. Februar 1937 etwa 1.800 Gläubige der Evangelisch-lutherischen Landeskirche in und vor der Reformierten Kirche teilnahmen. Pastor Bode bereitete die betroffenen lutherischen Konfirmanden dieses Jahrgangs auch auf ihre Notkonfirmation in St. Nicolai in Mölln vor.

## Orgel

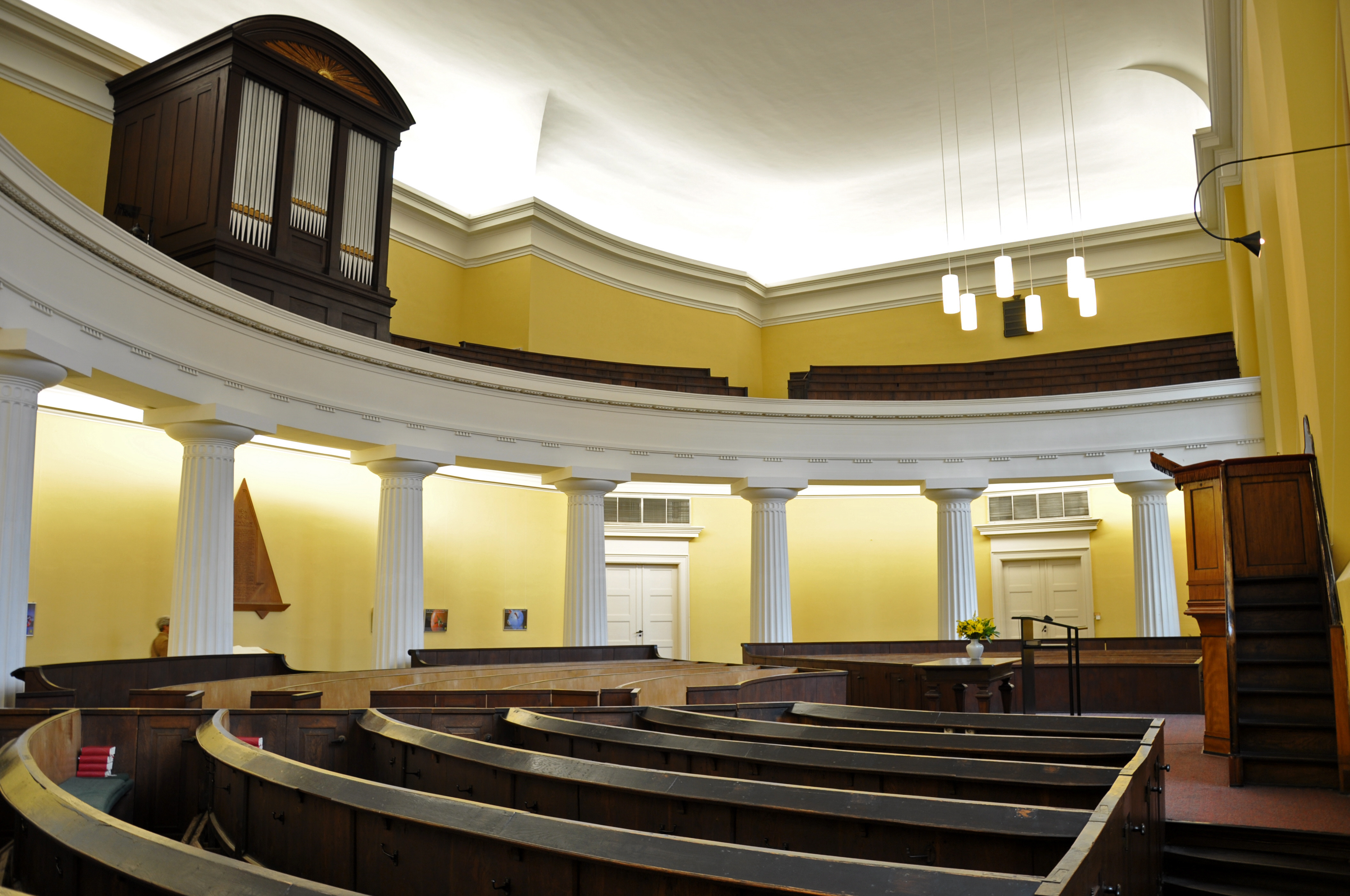
Walcker-Orgel

Die erste Orgel brachte die Gemeinde aus dem Vorgängerbau mit. Dieses 1799 entstandene Instrument wurde 1858 durch den Orgelbauer Theodor Vogt umgebaut und erweitert.
1909 entschied man sich für einen kompletten Neubau durch die Ludwigsburger Orgelbaufirma Walcker (Werknummer 1490). Gebaut wurde eine in Spiel- und Registertraktur pneumatische Orgel mit zwei Manualen, Pedal und 18 Registern. 1939 erfolgte eine Erweiterung um ein Register im Pedal und geringfügige Änderung der Disposition im Sinne der Orgelbewegung. Insgesamt jedoch blieb der romantische Klangcharakter der Orgel erhalten. Sie gilt damit als die größte als Ganzes erhaltene Walcker-Orgel in Schleswig-Holstein. Nach langer Vernachlässigung wurde sie 1985/1986 durch  Orgelbaumeister G. Christian Lobback, Neuendeich b. Hamburg, restauriert. Mit Unterstützung durch den Orgelforscher Reinhard Jaehn (Eutin) konnte Lobback verhindern, dass ein Orgelsachverständiger seinen Plan für einen Orgelneubau durchsetzen konnte.
| I Manual       |       |
| Bordun         | 16′   |
| Prinzipal      | 8′    |
| (Rohr-)Flöte   | 8′    |
| Viola da Gamba | 8′    |
| Oktave         | 4′    |
| Blockflöte     | 4′    |
| Piccolo        | 2′    |
| Mixtur III     | 1 ⁄3′ |

| II Manual               |       |
| Gedackt                 | 8′    |
| Quintatön               | 8′    |
| Italienischer Prinzipal | 4′    |
| Traversflöte            | 4′    |
| Waldflöte               | 2′    |
| Quinte                  | 1 ⁄3′ |
| Krummhorn               | 8′    |

| Pedal         |     |
| Gedecktbass   | 16′ |
| Violonbass    | 16′ |
| Prinzipalbass | 8′  |
| Nachthorn     | 4′  |

- Koppeln: II/I, I/P.
- Feste und freie Kombinationen.

Von 1846 bis zu seinem Tod 1872 war Konrad Geibel, Sohn des Pastors und Bruder von Emanuel Geibel, Organist. Im 20. Jahrhundert übte fast 75 Jahre Franziska Bräck (* 9. Dezember 1916; † 15. August 2012), eine Schülerin von Hugo Distler, das Amt aus.

## Gemeinde heute
Die Gemeinde umfasst heute etwa 800 Gemeindeglieder. Sie wurde 1927 Mitglied der Evangelisch-reformierten Kirche in Nordwestdeutschland, heute ist dies die Evangelisch-reformierte Kirche, eine von 20 Landeskirchen innerhalb der EKD.

## Butendach-Bibliothek
Pastor Butendach vermachte der Gemeinde seine in drei Jahrzehnten zusammengetragene Privatbibliothek von etwa 6.000 Titeln. Sie ist ein bedeutendes Beispiel einer Gelehrtenbibliothek des 18. Jahrhunderts. Der Schwerpunkt seiner Anschaffungen war Literatur der Aufklärungszeit, und dabei vor allem geisteswissenschaftliche Primär- und Sekundärliteratur.
Ein Teil der Bestände wurde während des Zweiten Weltkriegs – wie auch Bestände der Lübecker Stadtbibliothek – in Bergwerksstollen in Mitteldeutschland eingelagert und gelangten nach dem Krieg als Beutekunst in die Sowjetunion. Bisher sind nur aus einigen ehemaligen Teilrepubliken Rückgaben erfolgt, so etwas über 500 Bände aus Georgien. Heute umfasst die Bibliothek einen historischen Bestand von 2869 Titeln in ca. 7500 Bänden, darunter 637 Titel Kleinschrifttum.
Die dezimierte Bibliothek wird heute von der Gemeinde im Rokoko-Gartenflügel des Kirchenbaus verwahrt. Der erhaltene Bestand wurde von 1979 bis 1984 im Rahmen des Forschungsvorhabens der Joachim-Jungius-Gesellschaft der Wissenschaften „Sichten, Bewahren und Erschließen von historischen Privatbibliotheken im norddeutschen Raum“ mit finanzieller Unterstützung der Stiftung Volkswagenwerk erschlossen.